# Ibarrangelu
Ibarrangelu város Spanyolországban,  Bizkaia tartományban. Ibarrangelu Mundaka, Sukarrieta, Gautegiz Arteaga, Ereño, Ea és Elantxobe községekkel határos. Lakosainak száma 680 fő (2024).

## Népesség
A település népessége az utóbbi években az alábbiak szerint változott:
| Lakosok száma | 538  | 541  | 593  | 616  | 641  | 639  | 651  | 632  | 680  | 680  |
|               | 2001 | 2004 | 2007 | 2009 | 2012 | 2014 | 2017 | 2019 | 2022 | 2024 |